# Patricia MacLachlan
Pour les articles homonymes, voir MacLachlan.
Patricia MacLachlan (née Patricia Marie Pritzkau le 3 mars 1938 à Cheyenne dans le Wyoming et morte le 31 mars 2022 à Williamsburg dans le Massachusetts) est une femme de lettres américaine en littérature d'enfance et de jeunesse.

## Biographie
Son roman Sarah la pas belle (1985) a reçu la médaille Newbery en 1986. Il a été adapté en téléfilm en 1991, sous le titre La Nouvelle Vie de Sarah, avec Glenn Close et Christopher Walken.

## Œuvres

### Traduites en français
- Sept baisers sans respirer (Seven Kisses in a Row, 1983), trad. de l'américain par Rose-Marie Vassallo, ill. de Solvej Crévelier, Paris : Flammarion, coll. Castor Poche, 1984.
- Les Photos (Journey, 1991), trad. de l'américain par Tessa Brisac, Paris : l'École des loisirs, 1992.
- Minna joue du violoncelle (The Facts and Fictions of Minna Pratt), trad. de l'américain par Nathalie Hay, Paris : l'École des loisirs, coll. Neuf, 1994.
- Nous sommes tous sa famille (Baby), de l'américain par Agnès Desarthe, Paris : l'École des loisirs, 1994.
- Si tu t'appelais Henri Matissehuubb b ence of Birds), illustrations de Hadley Hooper, adaptation française d'Élisabeth Sebaoun, Toulouse : Milan, 2014.

L'Histoire de Sarah la pas belle
1. Sarah la pas belle (Sarah Plain and Tall, 1985), ill. par Quentin Blake, traduit de l'anglais par Camille Todd, Paris : Gallimard, coll. Folio Cadet, 1987.
2. Sarah la pas belle se marie (Skylark, 1994), ill. Quentin Blake, Paris : Gallimard-Jeunesse, coll. Folio Cadet, 1998
3. Le Journal de Caleb (Caleb's Story, 2001), ill. par Quentin Blake, trad. par Anne Krief, Gallimard Jeunesse, 2004.
4. Un cadeau pour Cassie (More Perfect than the Moon), illustré par Quentin Blake, traduit de l'américain par Anne Krief, Gallimard Jeunesse, 2006.
5. La Ferme de grand-père (Grandfather's Dance), illustré par Quentin Blake, traduit de l'anglais par Anne Krief, Gallimard Jeunesse, 2009.

### En anglais
- (en) My Friend Earth, dessin de Francesca Sanna, Chronicle Books, 2020[4].

## Adaptations
- La Nouvelle Vie de Sarah
- Le Combat de Sarah
- Les Déchirements du passé
- Un intrus dans la famille
- Les photos

## Distinctions
- Médaille Newbery 1986 pour Sarah la pas belle[2]